# Cal·lídrom
Cal·lídrom (grec: Καλλίδρομο) és una muntanya al sud-est de Ftiòtida i el nord-oest de Fòcida, a la Grècia central.
La seva elevació màxima és de 1.399 m. El Cal·lídrom es troba al sud del golf Malíac, a l'est del mont Eta i al nord de la vall de Cefís. El lloc estratègic de les Termòpiles es troba al nord de la muntanya. El poble de Drymaia és a la muntanya. Els llocs propers són Mendenitsa al nord-est i Amfikleia al sud. L'autopista 1 (Atenes - Lamia - Tessalònica) passa al nord de la muntanya. El ferrocarril clàssic d'Atenes a Lamia i Tessalònica passa al sud i l'oest de la muntanya, mentre que la nova línia d'alta velocitat passa per la muntanya a través d'un túnel.

## Ennlaços externs
A Wikimedia Commons hi ha contingut multimèdia relatiu a: Cal·lídrom